# Episodi di Quando chiama il cuore (quinta stagione)
La quinta stagione della serie televisiva Quando chiama il cuore, composta da 10 episodi, è stata trasmessa sul canale statunitense Hallmark Channel dal 18 febbraio al 22 aprile 2018.
In Italia, la stagione è stata trasmessa in prima visione assoluta su Rai 2 dal 23 agosto 2018, accorpando gli episodi a due a due, pertanto usando i titoli italiani solo per gli episodi dispari. Solo da repliche successive, con tre episodi per volta, è comparso qualche altro titolo degli episodi pari. Lo speciale di Natale è invece stato pubblicato solo su Netflix il 30 gennaio 2020, accorpandolo alla sesta stagione.
| nº              | Titolo originale                | Titolo italiano           | Titolo italiano Netflix             | Prima TV USA     | Pubblicazione Italia |
| --------------- | ------------------------------- | ------------------------- | ----------------------------------- | ---------------- | -------------------- |
| 1               | Believing                       | Il potere della fede      | Credere                             | 18 febbraio 2018 | 23 agosto 2018       |
| 2               | Hearts and Minds                | Cuori e menti             | Cuori e menti                       | 25 febbraio 2018 | 23 agosto 2018       |
| 3               | Home Is Where the Heart Is      | Casa è dove vive il cuore | La casa è dove si trova il cuore    | 4 marzo 2018     | 24 agosto 2018       |
| 4               | Open Hearts                     | Cuori aperti              | Cuori sinceri                       | 11 marzo 2018    | 24 agosto 2018       |
| 5               | My Heart Is Yours               | Il mio cuore è tuo        | Il mio cuore è il tuo               | 18 marzo 2018    | 27 agosto 2018       |
| 6               | Love and Marriage               | Amore e matrimonio        | Amore e matrimonio                  | 25 marzo 2018    | 27 agosto 2018       |
| 7               | Heart of the Matter             | Il cuore del problema     | Al cuore della questione            | 1º aprile 2018   | 28 agosto            |
| 8               | Weather the Storm               | Superare la tempesta      | Superare la tempesta                | 8 aprile 2018    | 28 agosto            |
| 9               | In My Dreams                    | Nei miei sogni            | Nei miei sogni                      | 15 aprile 2018   | 29 agosto 2018       |
| 10              | Close to My Heart               | Vicino al mio cuore       | Vicino al cuore                     | 22 aprile 2018   | 29 agosto 2018       |
| Speciale Natale | The Greatest Christmas Blessing |                           | La più grande benedizione di Natale | 25 dicembre 2018 | 30 gennaio 2020      |